# Wolfgang Kessler (Wirtschaftswissenschaftler)
Wolfgang Kessler (* 15. Februar 1956 in Offenbach am Main) ist ein deutscher Wirtschaftswissenschaftler. Er war von 1996 bis 2024 Inhaber des Stiftungslehrstuhls für Betriebswirtschaftliche Steuerlehre an der Albert-Ludwigs-Universität Freiburg und Vorstandsvorsitzender des dortigen Zentrum für Business and Law.

## Akademischer Werdegang
Kessler studierte an den Universitäten in Frankfurt am Main und Köln Betriebswirtschaftslehre und schloss die Prüfung zum Diplom-Kaufmann 1984 erfolgreich ab. Anschließend war er als wissenschaftlicher Mitarbeiter an der RWTH Aachen tätig. Zu dem Thema „Typologie der Betriebsaufspaltung: Treuhandschaft, Mitunternehmerschaft und Vermögensverwaltung“ promovierte der heutige Hochschullehrer im Jahre 1989 zum Dr. rer. pol. Zwei Jahre später wurde er zum Steuerberater bestellt. Im Jahr 1996 erfolgte die Habilitation am Seminar für Allgemeine Betriebswirtschaftslehre und Betriebswirtschaftliche Steuerlehre der Universität zu Köln. Das Thema der von Norbert Herzig betreuten Habilitationsschrift lautet „Die Euro-Holding - Steuerplanung, Standortwahl, Länderprofile“.
In den Jahren 1995 sowie 1996 vertrat Kessler den Lehrstuhl für Betriebswirtschaftliche Steuerlehre an der Johannes Gutenberg-Universität Mainz, bevor er im Oktober 1996 die Professur am Stiftungslehrstuhl für Betriebswirtschaftliche Steuerlehre der Albert-Ludwigs-Universität Freiburg erhielt. Einen Ruf an den Lehrstuhl für deutsche und internationale Besteuerung an der Georg-August-Universität Göttingen lehnte er im Jahr 2000 ab.

## Ämter und Mitgliedschaften
- Kessler ist Initiator und Vorstandsvorsitzender des Zentrums für Business and Law (ZBL) der Albert-Ludwigs-Universität Freiburg. Im Jahr 2004 initiierte er den MBA-Studiengang International Taxation. Gemeinsam mit Uwe Blaurock, Hanno Merkt, Bernd Raffelhüschen sowie Heinz Rehkugler entwickelte Kessler im Jahr 2008 einen weiteren postgradualen, berufsbegleitenden Weiterbildungsstudiengang – den MBA Estate Planning. Am 1. April 2010 startete in Kooperation mit der Dualen Hochschule Baden-Württemberg Villingen-Schwenningen der Master of Arts (Taxation).
- Ferner steht Kessler auch dem Wissenschaftlichen Beirat des Fachbereichs Steuern einer der großen Steuerberatungs- und Wirtschaftsprüfungsgesellschaften vor. Im Rahmen der Unternehmensteuerreform 2008 orientierte sich der Gesetzgeber an dem von Kessler und dem Beirat entwickelten Konzept des sog. „T-Modell“ – Thesaurierungsbegünstigung für Personenunternehmen.
- Kessler ist Gründungsmitglied und erster Vorsitzender des „Steuern in Forschung und Praxis e.V.“. Seit dem Jahr 2000 veranstaltet er jährlich die Tagungsreihe „Freiburger Arbeitstagung - Besteuerung von Hochschulen“.
- Als Mitglied des Fachinstituts der Steuerberater, des Berliner Steuergespräche e.V. und der Schmalenbach-Gesellschaft für Betriebswirtschaftslehre e.V. arbeitet Kessler zudem aktiv an der Weiterentwicklung des deutschen Steuerrechts mit.
- Kessler ist Initiator und Gründungsgesellschafter der Freiburg School of Business and Law GmbH – Tax Academy. Die Tax Academy bietet online steuerrechtliche Aus- und Fortbildung an. Sie kooperiert mit der Albert-Ludwigs-Universität Freiburg im Breisgau.

## Forschungsschwerpunkte
Kessler versteht die Betriebswirtschaftliche Steuerlehre als anwendungsorientierte Steuerberatungswissenschaft, welche den Einfluss des nationalen und internationalen Steuerrechts auf unternehmerische Tätigkeiten erforscht.
Im Rahmen der Teildisziplin „Steuerwirkungs- und Steuergestaltungslehre“ untersucht Kessler insbesondere Aspekte der rechtsformspezifischen Unternehmensbesteuerung, der Besteuerung juristischer Personen des öffentlichen Rechts (bspw. Hochschulbesteuerung) sowie der Internationalisierung des Umwandlungssteuerrechts. Darüber hinaus beschäftigt er sich mit dem steuerplanerischen Einsatz von Holdinggesellschaften und der steueroptimalen Finanzierungsstruktur grenzüberschreitender Konzerne.
Dem folgend stellt die normative Betriebswirtschaftliche Steuerlehre einen weiteren Forschungsbereich von Kessler dar. In diesem Rahmen werden geltende oder beabsichtigte steuerrechtliche Vorschriften kritisch gewürdigt. So konnte z. B. im Vorfeld der Unternehmensteuerreform 2008 durch diverse Veröffentlichungen und einer Stellungnahme für die Anhörung im Deutschen Bundestag nachgewiesen werden, dass die sog. „Zinsschranke“ einem systemwidrigen Trend der EU-Staaten folgt, das objektive Nettoprinzip verletzt und weit über vergleichbare Regelungen in anderen Staaten hinausschießt. Des Weiteren unterwirft Kessler auch das EG-Steuerrecht mitsamt seinen Implikationen für das nationale Steuerrecht fortlaufend, bspw. im Rahmen der jährlich erscheinenden Checkliste potenziell EG-rechtswidriger Steuernormen, einer kritischen Analyse.
Nicht zuletzt bildet die Untersuchung der Zusammenhänge zwischen Besteuerung und betrieblichem Rechnungswesen einen weiteren Forschungsast von Kessler. So rücken mit zunehmender Internationalisierung auch Elemente der international anerkannten Rechnungslegungsgrundsätze (IFRS bzw. US-GAAP) in den Blickpunkt. Zu nennen wäre hier bspw. die US-amerikanische Regelung zum Ansatz unsicherer Steuerpositionen (FIN 48).

## Publikationen (Auswahl)
Zu den wichtigsten Publikationen von Kessler zählen folgende Werke:
- Die Euro-Holding – Steuerplanung, Standortwahl, Länderprofile, München 1996 (Habilitationsschrift)
- Typologie der Betriebsaufspaltung: Treuhandschaft, Mitunternehmerschaft und Vermögensverwaltung, Wiesbaden 1989 (Dissertationsschrift)
- Konzernsteuerrecht, National – International, 2. Auflage, Verlag C.H.Beck 2008 [Zusammen mit M. Kröner und S. Köhler]
- Rechtsformwahl – Rechtsformoptimierung, Verlag C.H. Beck 2002 [Zusammen mit J. Schiffers und T. Teufel]

Darüber hinaus verfasste Kessler weit über 100 Fachaufsätze und Buchbeiträge.